# رود ماتوس
رود ماتوس (انگلیسی: Matos River) نام یک رود رد بولیوی در شهرستان بنی است.